# Pátria Amada
Pátria Amada é o hino nacional de Moçambique. Antes deste, logo após a conquista da independência, o país adotou seu primeiro hino, "Viva, Viva a FRELIMO". Com a volta do pluripartidarismo, na década de 1990, a letra foi retirada, e em 2002, a Assembleia da República adotou o "Pátria Amada". Assembleia da República reconheceu em 2013 a Salomão J. Manhiça como autor do novo hino.